# Електронске компоненте
Електронске компоненте (е. дио, е. део, е. елемент) су основни електронски елементи са двије или више металних електрода или жица. Компоненте се повезују заједно, обично са жицама или на штампаној плочици да створе електрично коло (електронски склопови, е. круг) са одређеном функцијом.
Функција може бити појачавање сигнала, прекидање, осцилатор и друго. Остваривање везе се практично изводи лемљењем, наношењем контаката у вакууму, жичаним мотаним везама (енгл. wire-wrap) и сл.
Компоненте могу бити појединачне или „дискретне“ (отпорник, транзистор, кондензатор) или у групама као интегрисана кола, која већ у себи садрже већи број посебних електронских компоненти.
Друга подјела је на активне и пасивне компоненте. Активне компоненте (транзистори, интегрисана кола, вакуумске електронске цијеви) појачавају или на други начин активно мијењају сигнал. Пасивне компоненте (отпорници, кондензатори, завојнице) не појачавају сигнал, али га понекад мијењају на линеаран или не-линеаран начин.

## Класификација
Компоненте се могу класификовати као пасивне, активне, или електромеханичке. Строга физичка дефиниција сматра пасивним оне компоненте које не могу саме да снабдевају енергију, док би се батерија сматрала активном компонентом, јер она делује као извор енергије.
Међутим, у електронском инжењерству при вршењу анализе кола користи се рестриктивнија дефиниција пасивности. Када се ради само о енергији сигнала, погодно је да се игнорише такозвано једносмерно струјно коло, као да компоненте које се напајају енергијом, као што су транзистори или интегрисана кола нису присутне (као да свака таква компонента има уграђену батерију), иако су у стварности оне напајане путем ДЦ кола. Након тога се анализа односи само на АЦ коло, апстракцију која игнорише једносмерне напоне и струје (и снагу повезану с њима) у колу из стварног живота. Ова фикција, на пример, дозвољава да се гледа на осцилатор као да „производи енергију” иако у стварности осцилатор троши енергију из извора напајања једносмерном струјом, што је изабрано да се игнорише. Уз то ограничење дефинишу се термини који се користе у анализи кола, као што су:
- Активне компоненте се ослањају на извор енергије (обично из ДЦ кола, које се при анализи игнорише) и обично могу да уносе енергију у коло, иако то није део дефиниције.[1] Активне компоненте обухватају појачавајуће компоненте као што су транзистори, триодне вакуумске цеви, и тунелске диоде.
- Пасивне компоненте не могу да уводе енергију у коло. Оне се такође не могу ослонити на извор енергије, изузев онога што је доступно из (АЦ) кола на које су повезане. Као последица тога, оне не могу да појачају (повећају снагу сигнала), иако могу да повећају напон или струју (као што је то чини трансформатор или резонантно коло). Пасивне компоненте обухватају компоненте са два терминала као што су отпорници, кондензатори, индуктори и трансформатори.
- Електромеханичке компоненте могу да обављају електричне операције померањем делова или коришћењем електричних прикључака.

Већина пасивних компоненти са више од два терминала се може описати у облику параметара два порта, што задовољава принцип реципроцитета — мада постоје ретки изузеци. Насупрот томе, активне компоненте (са више од два терминала) углавном немају ту особину.

## Подјела
Подјела у посебне категорије није увијек потпуна, јер неки елементи спадају у више категорија. На примјер фото-отпорник је отпорник и сензор у исто вријеме. Звучник је електромагнетска компонента за претварање електричног сигнала у звучни, али исто може да служи и као сензор за претварање звучног сигнала у електрични. Због тога су неке компоненте размјештене у више категорија.
- Конектор
- Кабл и жица
- Прекидач
  - Прекидач, обични
  - Тастер (типка, дирка)
- Отпорник
  - Отпорник, обични
  - Промјењиви отпорник (потенциометар, за веће снаге реостат)
  - Гријач (електрични) (грејач)
  - Отпорна жица
  - Термистор (отпор се мијења са температуром)
  - Варистор (отпор се мијења са напоном)
  - Фото-отпорник (отпор се мијења са освјетљењем)
- Заштитна компонента
  - Осигурач, топљиви
  - Осигурач, ресетабилни
  - Аутоматски осигурач, термални или електромагнетски
  - Искриште (заштита од пренапона)
- Кондензатор
  - Кондензатор, обични
  - Кондензатор, електролитски
  - Кондензатор, промјењиви
- Електромагнетске или електромеханичке компоненте
  - Завојница (са и без језгра)
  - Електромагнет (завојница са металним језгром)
  - Трансформатор
  - Аутотрансформатор
  - Електромотор
  - Соленоид
  - Звучник
  - Релеј
- Пиезоелектричне компоненте
  - Кварцни кристал
  - Керамички резонатор
  - Филтер са акустичним површинским таласом (енгл. surface acoustic wave filter, SAW filter)
- Извор напона и струје
  - Батерија
  - Исправљач, струја из мреже
  - Генератор
  - Фотонапонска ћелија
- Сензор или претварач
  - Звук
    - Микрофон
    - Звучник

  - Позиција или кретање
    - Линеарни варијабилни диференцијални трансформатор (енгл. linear variable differential transformer, LVDT)
    - Ротациони енкодер или ротациони давач, даје импулсе у току ротације осовине или другог објекта. Може бити оптички, магнетски, капацитивни и прекидачки.
    - Инклинометар, мјери нагиб
    - Вибрациони сензор
    - Мјерач протока (течности, гаса)

  - Сила, обртни моменат
    - Акцелерометар, мјери убрзање
    - Мјерач напрезања (енгл. strain gage)

  - Топлота
    - Термистор, отпор се мијења са температуром
    - Термочлан (енгл. thermocouple), 2 разна метала у контакту. Произведени напон зависан од температуре.
    - Биметал, 2 разна метала у контакту. Успоставља или раскида контакт на одређеној температури.

  - Влажност ваздуха
    - Хигрометар

  - Свјетлост
    - Фотодиода
    - Фототранзистор
    - Фото-отпорник
- Диода
  - Диода, генералне намјене, обична, полупроводничка
  - Шотки диода
  - Зенер диода (за регулацију напона)
  - Варикап диода (промјењиви капацитет)
  - ЛЕД диода (визуелна индикација)
  - Ласерска диода
  - Фотодиода
  - Тунел диода
- Транзистор
  - Биполарни транзисторр
  - ФЕТ транзистор
  - МОСФЕТ транзистор
  - ИГБТ транзистор (енгл. insulated gate bipolar transistor)
  - Дарлингтон транзистор
- Тиристор
  - Тријак
  - Силиконски контролисани исправљач (СЦР), (енгл. silicon controlled rectifier, SCR)
  - Дијак
  - Силиконски контролисани прекидач (СЦС), (енгл. silicon controlled switch, SCS)
  - МОС контролисани тиристор (МЦТ), (енгл. MOS controlled thyristor, MCT)
- Интегрисано коло
  - Дигитално коло
  - Аналогно коло
  - Хибридно коло
- Показивачи 
  - Катодна цијев
  - Показивач са течним кристалом (енгл. LCD display)
- Појачивачи 
  - Појачивачи у класи Ц
- Вакуумска електронска цијев
  - Диода
  - Триода
  - Тетрода
  - Пентода
  - Хексода
  - Хептода
  - Октода
- Остале